# Erik Rundle
Erik Falch Rundle (* 1981) ist ein norwegischer Badmintonspieler.

## Karriere
Erik Rundle wurde 2006 erstmals norwegischer Meister, wobei er sowohl im Mixed als auch im Herrendoppel erfolgreich war. Sechs weitere Titelgewinne folgten bis 2012.

## Sportliche Erfolge
| Saison | Veranstaltung                   | Disziplin    | Platz | Name                                      |
| ------ | ------------------------------- | ------------ | ----- | ----------------------------------------- |
| 1998   | Norwegische Meisterschaft U17   | Herrendoppel | 1     | Erik Magnus Hauan / Erik Rundle, Bygdø BK |
| 2006   | Norwegen: Einzelmeisterschaften | Mixed        | 1     | Erik Rundle / Helene Abusdal              |
| 2006   | Norwegen: Einzelmeisterschaften | Herrendoppel | 1     | Steinar Klausen / Erik Rundle             |
| 2007   | Norwegen: Einzelmeisterschaften | Herrendoppel | 1     | Steinar Klausen / Erik Rundle             |
| 2008   | Norwegen: Einzelmeisterschaften | Herrendoppel | 1     | Steinar Klausen / Erik Rundle             |
| 2009   | Norwegen: Einzelmeisterschaften | Herrendoppel | 1     | Steinar Klausen / Erik Rundle             |
| 2010   | Norwegen: Einzelmeisterschaften | Herrendoppel | 1     | Steinar Klausen / Erik Rundle             |
| 2011   | Norwegen: Einzelmeisterschaften | Herrendoppel | 1     | Steinar Klausen / Erik Rundle             |
| 2012   | Norwegen: Einzelmeisterschaften | Herrendoppel | 1     | Steinar Klausen / Erik Rundle             |
| 2013   | Norwegen: Einzelmeisterschaften | Mixed        | 1     | Erik Rundle / Helene Abusdal              |
| 2014   | Norwegen: Einzelmeisterschaften | Herrendoppel | 1     | Steinar Klausen / Erik Rundle             |